# 149244 Kriegh
149244 Kriegh è un asteroide della fascia principale. Scoperto nel 2002, presenta un'orbita caratterizzata da un semiasse maggiore pari a 2,1694175 UA e da un'eccentricità di 0,1069372, inclinata di 3,71451° rispetto all'eclittica.